# Gare Saint-Jérôme
Pour les articles homonymes, voir Saint-Jérôme (homonymie).
La gare Saint-Jérôme est une gare ferroviaire située sur la ligne Saint-Jérôme du réseau de train de banlieue de Montréal. Terminus nord de la ligne, elle est située sur la rue Latour à Saint-Jérôme, une banlieue du nord de Montréal dans la province de Québec, au Canada.
Mise en service en 2007, elle remplace la vieille gare de Saint-Jérôme du Canadien Pacifique, lors d'un réaménagement du terminus de la ligne en pôle multimodale intégrant une gare routière desservie par des bus de banlieue et des bus interurbains. Elle est exploitée par le réseau de transport Exo.

## Situation ferroviaire
Établie à 89 mètres d'altitude, la gare Saint-Jérôme constitue le terminus nord de la ligne Saint-Jérôme, au nord de la gare Mirabel.

## Histoire

### Première gare (1876-1981)
La gare Saint-Jérôme, établie au 337 rue Sainte-Anne, est mise en service en 1876 par la compagnie Québec, Montréal, Ottawa et Occidental (QMOO), lorsqu'elle ouvre à l'exploitation sa ligne de Montréal à Saint-Jérôme. Elle devient, en 1885, une gare du Canadien Pacifique (CP), lors de la reprise de la ligne par cette compagnie. Le CP remplace le bâtiment d'origine en bois destiné aux voyageurs par un édifice en pierre en 1897, puis ajoute une gare de marchandises au sud. Exploitée ensuite par VIA Rail, elle est définitivement fermée en 1981,.
L'ancien bâtiment est la propriété de la Ville de Saint-Jérôme et est situé au 160 de la rue de la Gare (nouvelle adresse). Il est désigné gare ferroviaire patrimoniale du Canada en 1994 par la Commission des lieux et monuments historiques du Canada.

### Deuxième gare (depuis 2007)
La nouvelle gare Saint-Jérôme est inaugurée le 16 décembre 2006 et mise en service le 8 janvier 2007. Comme la gare d'origine, elle doit son nom à la ville de Saint-Jérôme qu'elle dessert. Le « Jérôme » dont il est question est Jérôme de Stridon, à l'origine de la Vulgate. Gare multimodale, elle est desservie par des trains de banlieue de la ligne Saint-Jérôme d'Exo, mais aussi par des lignes d'autobus urbains, de banlieue et de longue distance. La gare est construite en bois.

## Service des voyageurs

### Accueil
La gare est équipée d'automates pour l'achat des titres de transports, dans le bâtiment commun au chemin de fer et aux transports routiers, ainsi que à l'un des accès au quai latéral par le parking. Elle dispose d'un kiosque d'information et de six places de parking pour débarquer des voyageurs. Les quais sont accessibles aux vélos. À proximité de la place de la gare, il y a un accès à un stationnement pour les étudiants ou toute autre personne qui se procure une vignette.

### Desserte
Saint-Jérôme est desservi par le train de banlieue reliant la gare Saint-Jérôme et la gare Lucien-L’Allier, située au centre-ville de Montréal.

Installations et desserte
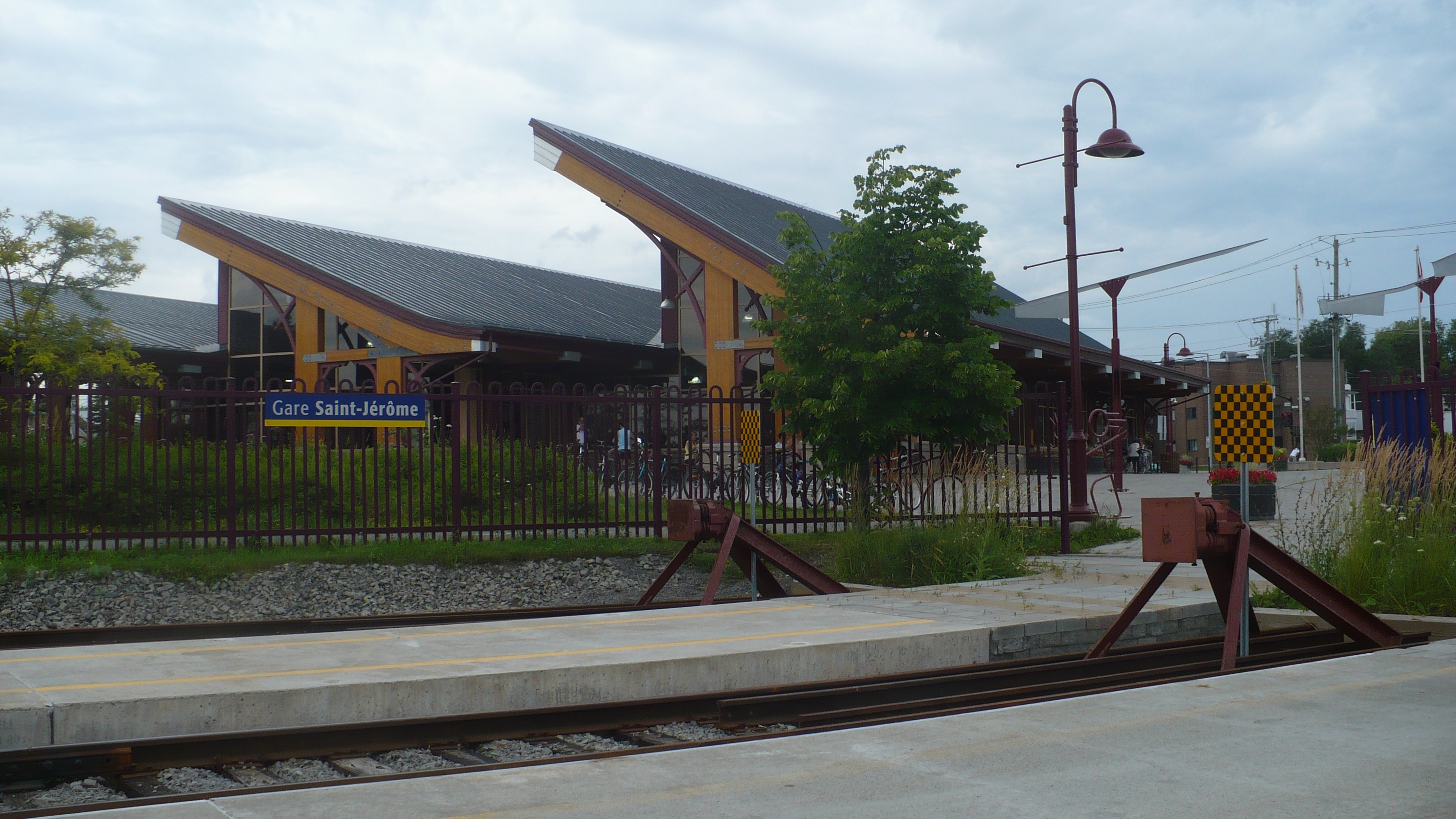
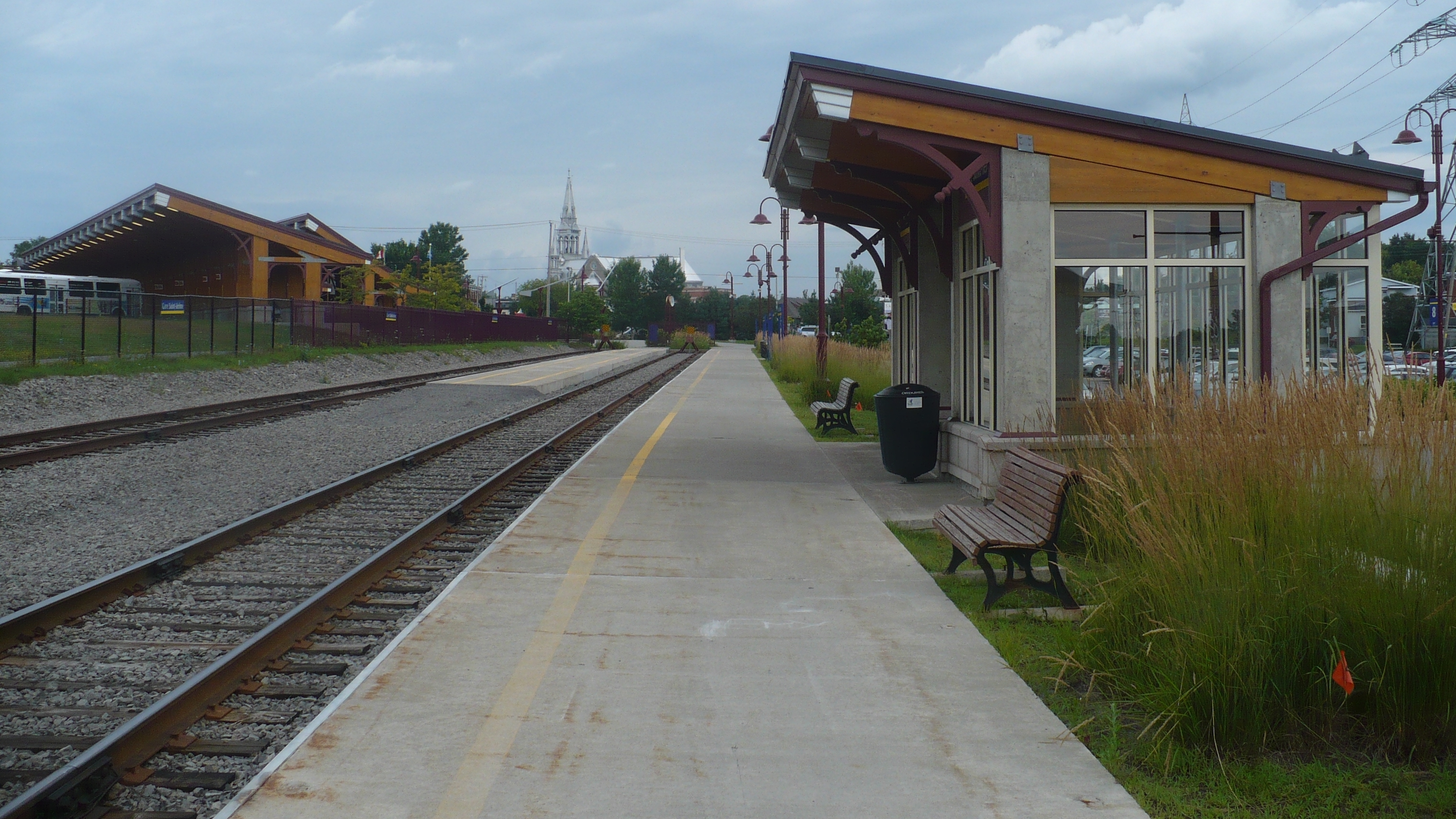
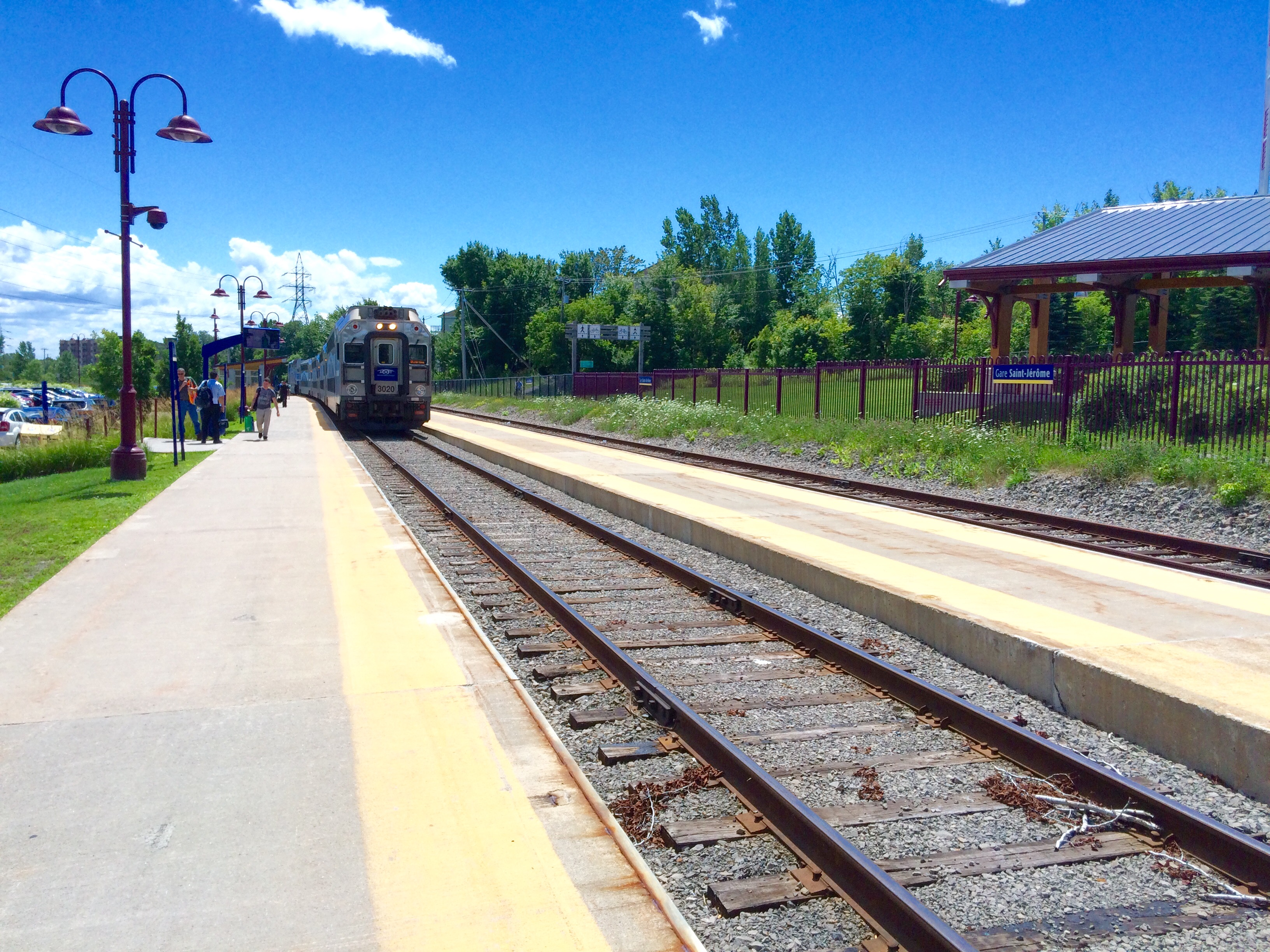

### Intermodalité
La gare dispose de 30 places de stationnement pour les vélos et d'un stationnement pour les véhicules de 775 places. La gare routière est desservie par des bus d'Exo Laurentides, du CRT Lanaudière et quelques autres transporteurs :

la gare routière
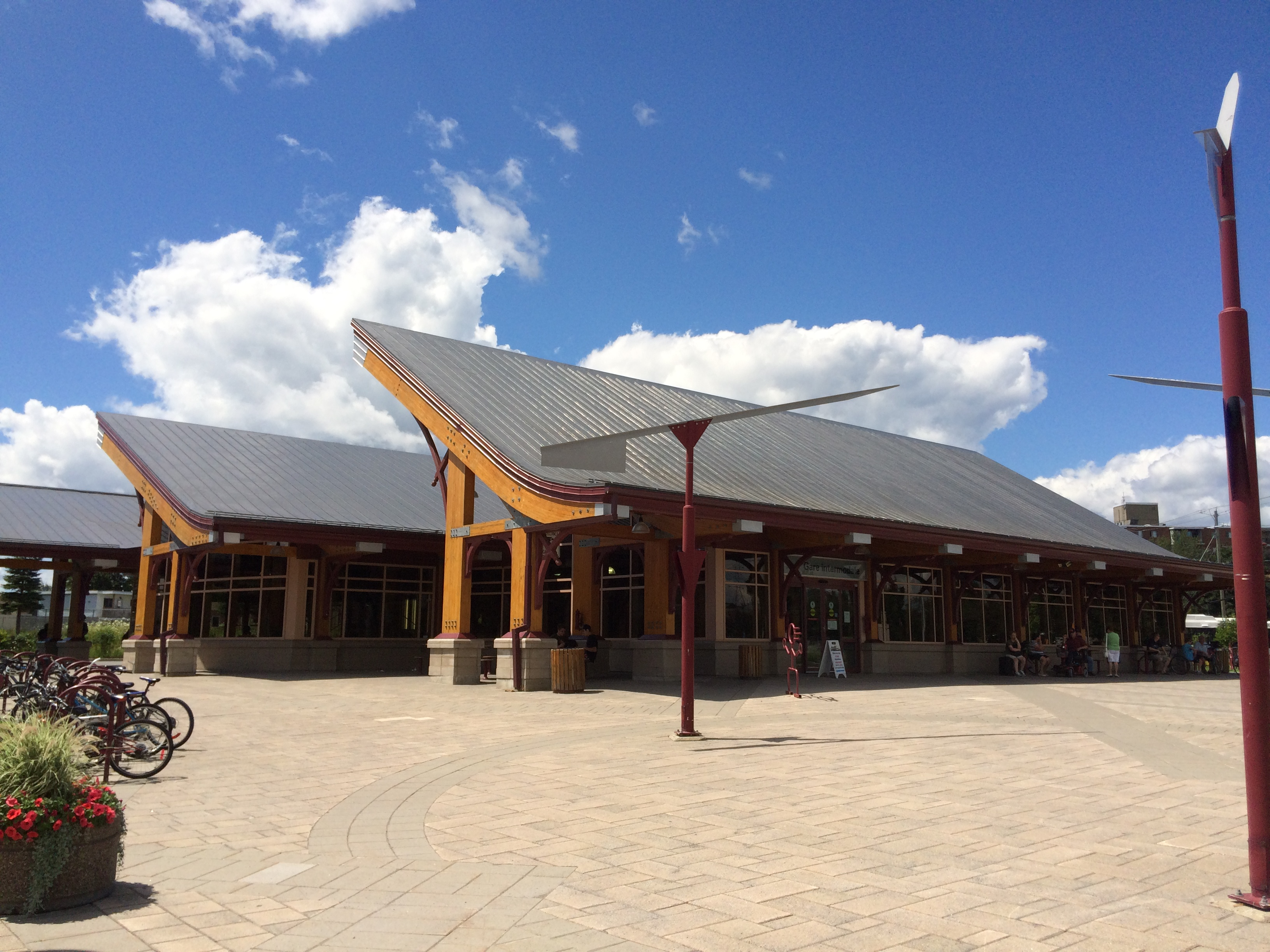
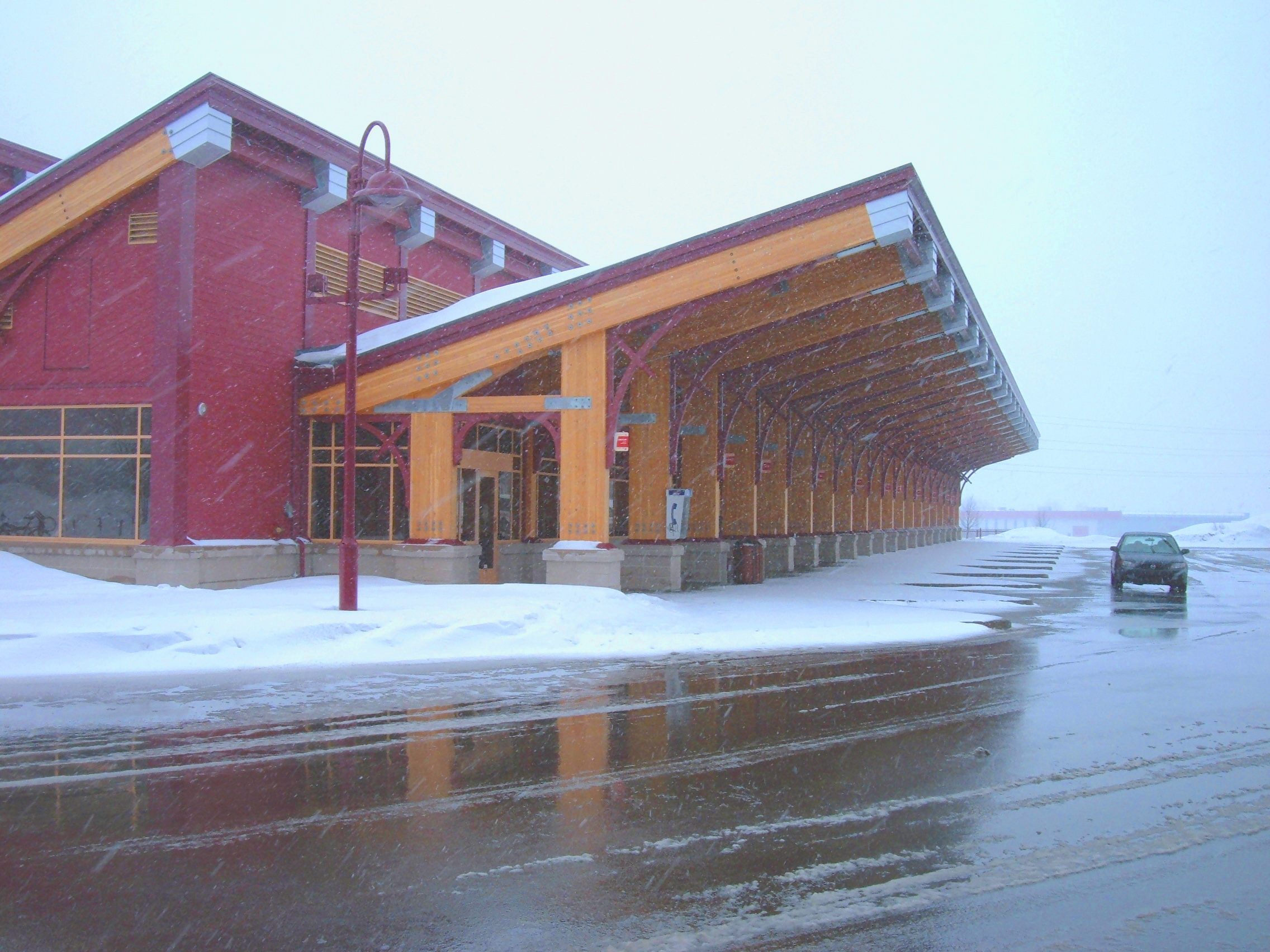

#### Exo Laurentides
| Circuit | Destinations                                      | Tracé | Horaires |
| ------- | ------------------------------------------------- | ----- | -------- |
| 101     | Saint-Jérôme - secteur Saint-Antoine              | Tracé | Horaires |
| 102     | Saint-Jérôme - secteur Lafontaine                 | Tracé | Horaires |
| 103     | Saint-Jérôme - secteur Centre                     | Tracé | Horaires |
| 104     | Saint-Jérôme - secteur Lafontaine / Saint-Antoine | Tracé | Horaires |
| 105     | Saint-Jérôme - secteur Bellefeuille               | Tracé | Horaires |
| 106     | TAXI COLLECTIF Bellefeuille - Saint-Jérôme        | Tracé | Horaires |
| 107     | Saint-Jérôme - secteur Industriel                 | Tracé | Horaires |
| 9       | Saint-Jérôme – Laval                              | Tracé | Horaires |
| 16      | TAXI COLLECTIF Saint-Jérôme – Mirabel             | Tracé | Horaires |

#### Autres sociétés d'autobus
- Groupe Galland : autobus interurbains de Montréal à Mont-Laurier (Site officiel) ;
- Autobus Maheux : autobus interurbains de Montréal en Abitibi-Témiscamingue (Site officiel) ;
- Transport collectif intermunicipal Laurentides : autobus intermunicipaux entre Mont-Tremblant et Saint-Jérôme (Site officiel).